# Manoir de Kodasoo
Le manoir de Kodasoo (estonien : Kodasoo mõis), anciennement manoir de Kotzum (allemand : Gutshaus Kotzum) est un ancien manoir seigneurial situé à Kodasoo (anciennement : Kotzum) au nord de l’Estonie dans la commune de Kuusalu (région d’Harju).

## Historique
Le domaine de Kotzum a été mentionné pour la première fois en 1485. Il devient la propriété d’Adam Johann von Tiesenhausen en 1749 et à partir de 1769 de la famille Staël von Holstein, et de 1857 aux lois de nationalisation de 1919 à la famille von Rehbinder. Le dernier propriétaire fut le comte Alexandre von Rehbinder, expulsé en 1919.
C’est vers 1770 que le major de cavalerie Karl Gustav Staël von Holstein fait construire un petit manoir sans étage en style classique, avec deux petites ailes des deux côtés, le tout décoré de lésène. Le milieu de la façade est agrémenté d’un léger avant-corps surmonté d’un fronton triangulaire à trois ouvertures à un étage. On trouve en face du manoir des bâtiments de la fin du XVIIIe siècle, comme la grange, la remise à voitures, les écuries, tandis que les divers bâtiments agricoles sont situés au nord-est du manoir.
Le manoir est aujourd’hui une propriété privée.

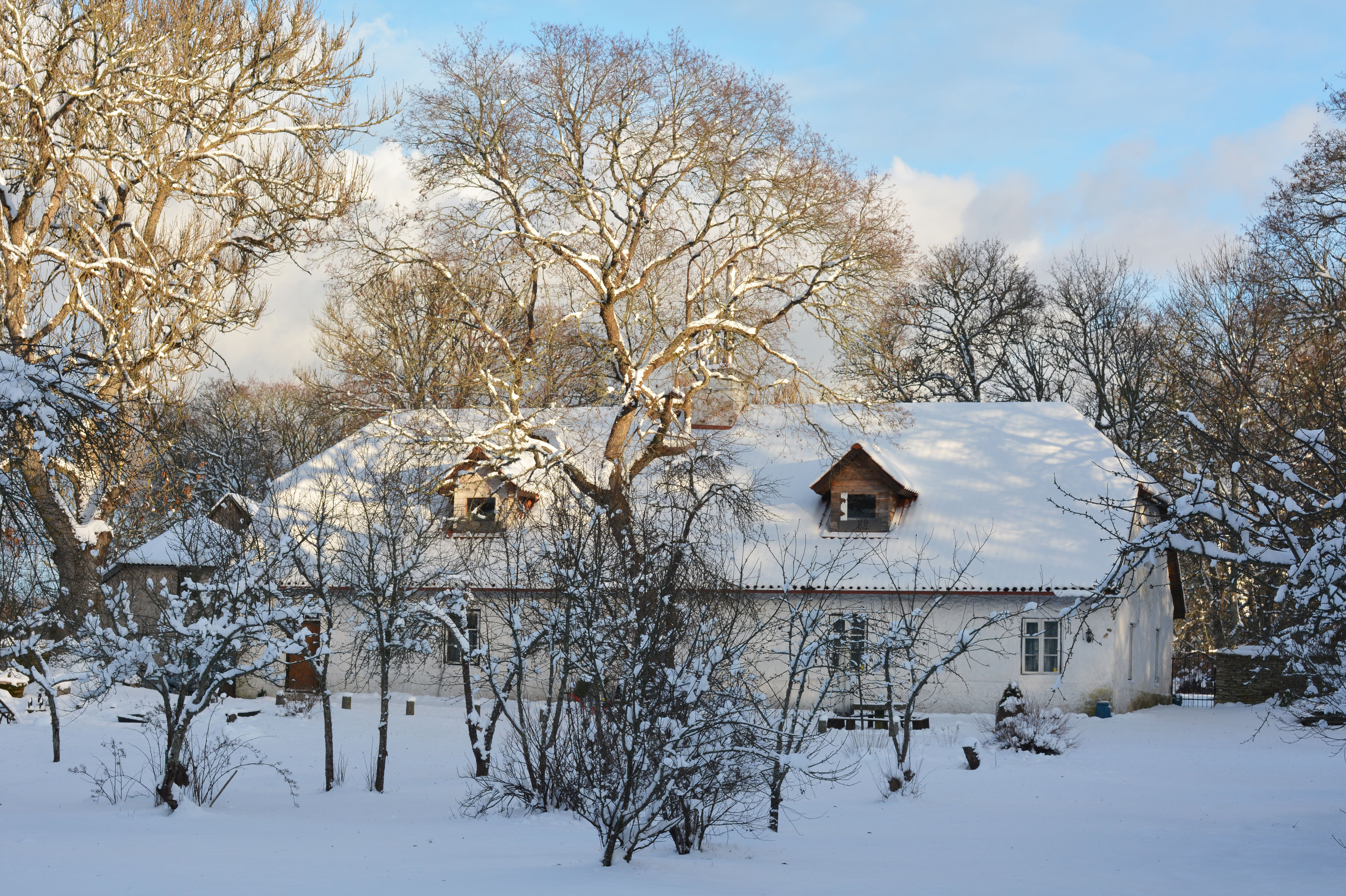
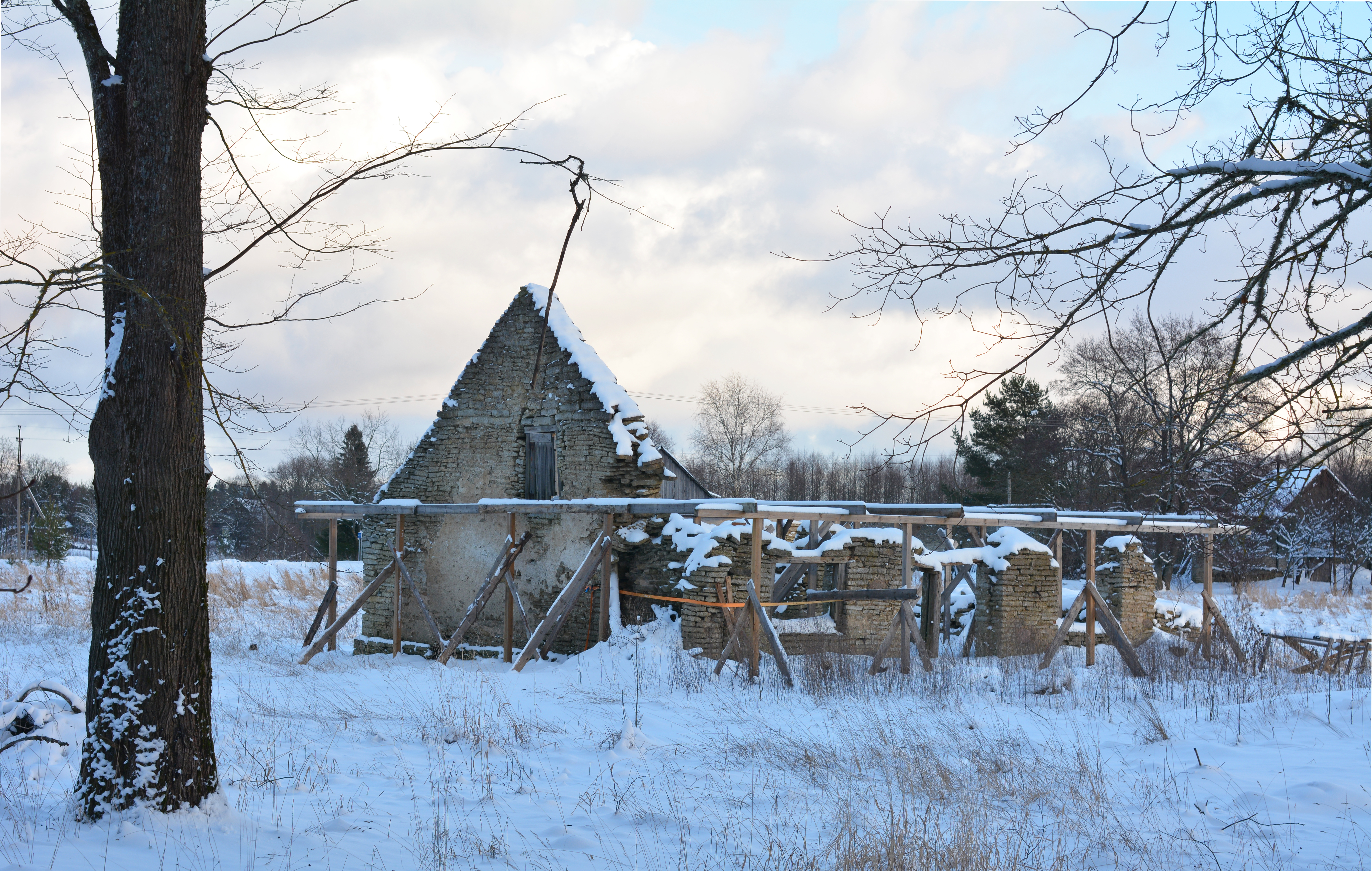
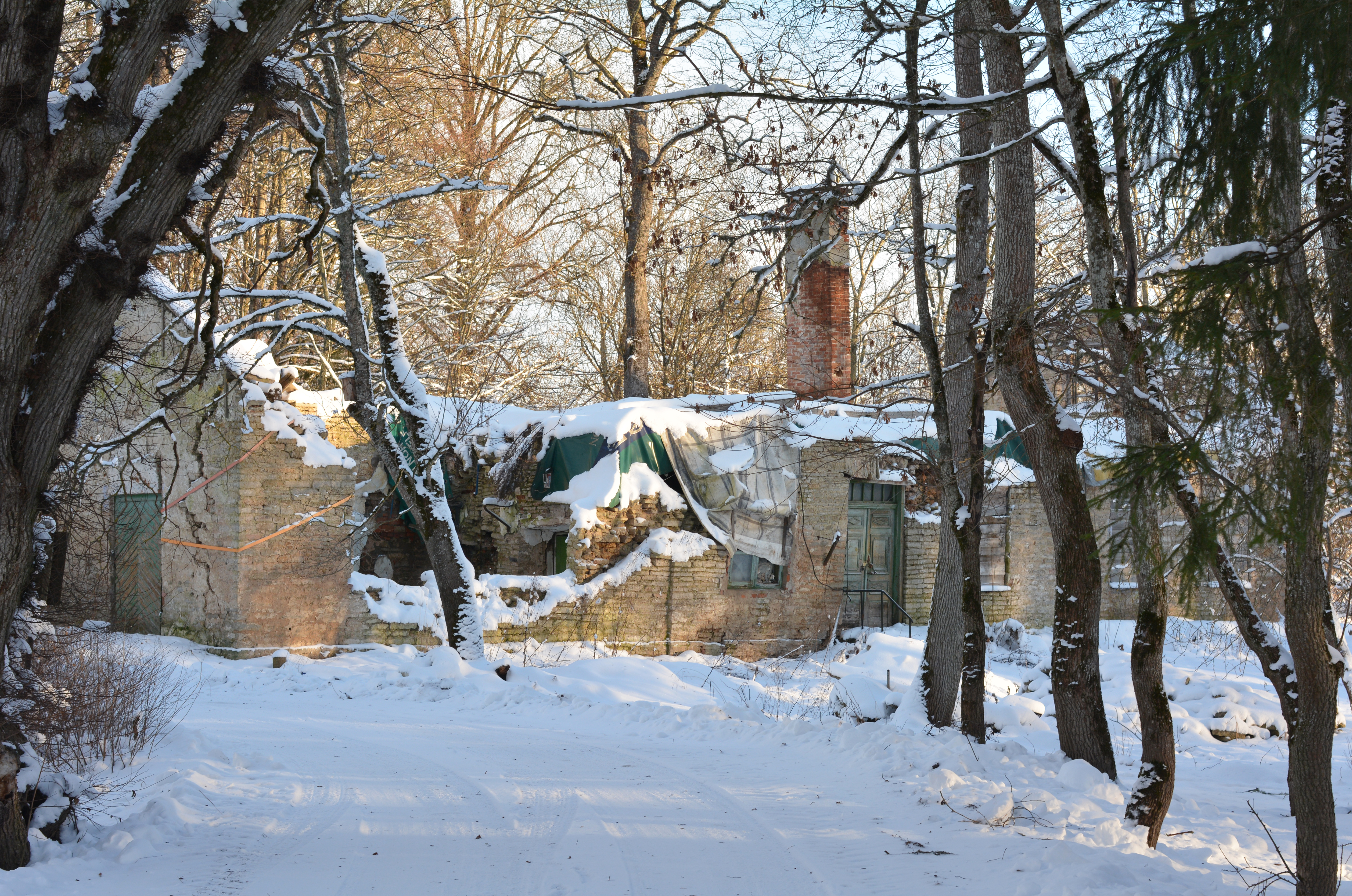
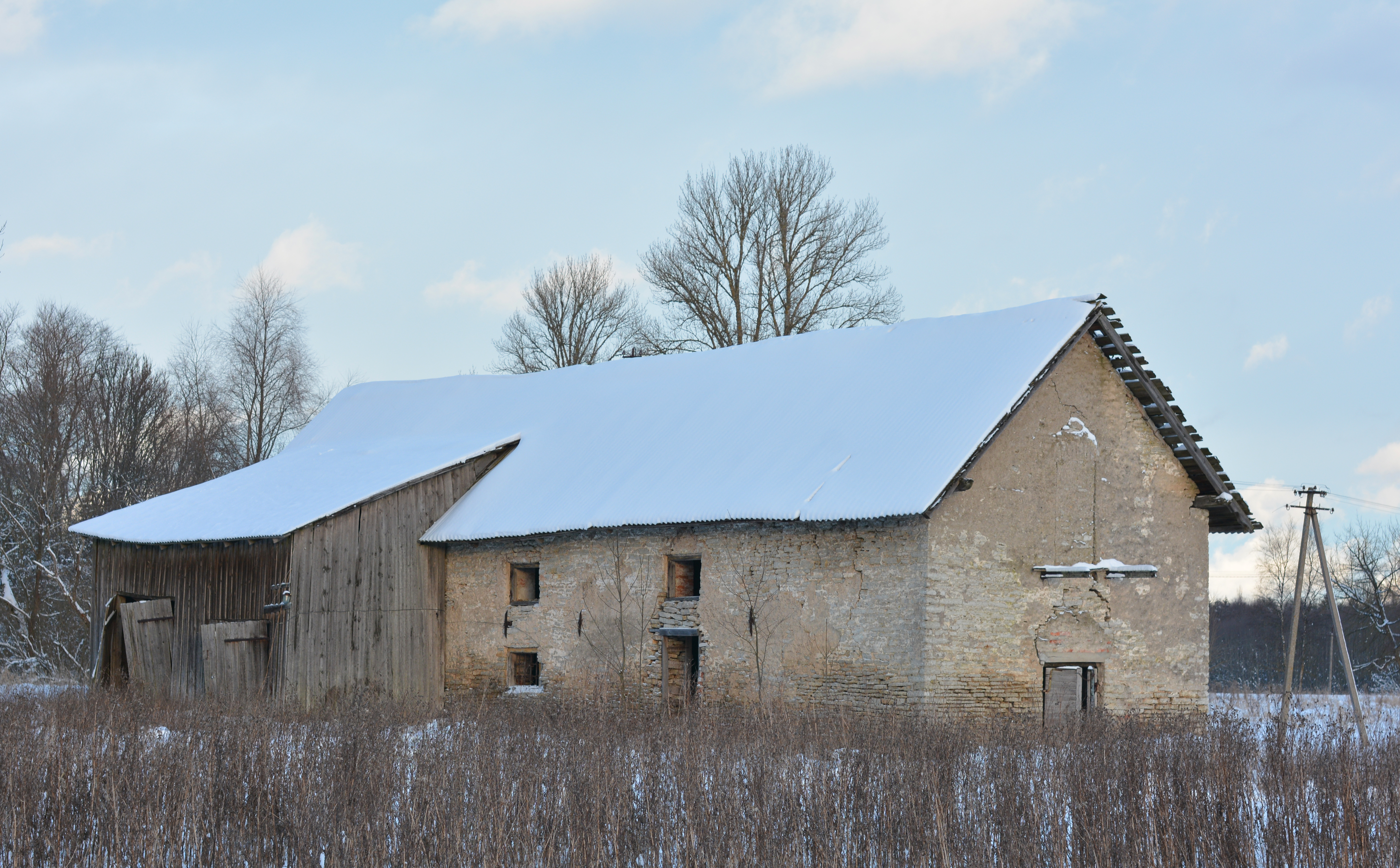